# Ménerbes
 Ménerbes  es una población y comuna francesa, en la región de Provenza-Alpes-Costa Azul, departamento de Vaucluse, en el distrito de Apt y cantón de Bonnieux.
Está integrada en la Communauté de communes de Pied Rousset en Luberon.

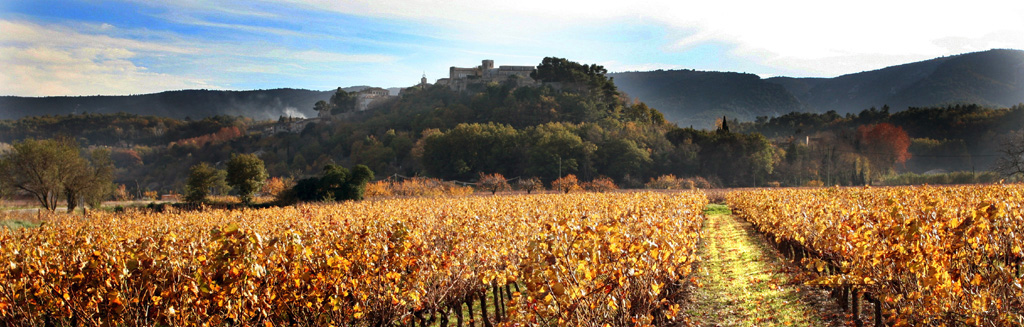

## Demografía
| 1 535 | 1 478 | 1 678 | 1 706 | 1 708 | 1 680 | 1 750 | 1 812 | 1 693 | 1 652 | 1 607 | 1 449 | 1 403 | 1 418 | 1 430 | 1 405 | 1 403 | 1 326 | 1 176 | 1 133 | 902 | 901 | 833 | 845 | 775 | 833 | 924 | 891 | 899 | 1 027 | 1 118 | 1 011 | 1 157 |
| Para los censos de 1962 a 1999 la población legal corresponde a la población sin duplicidades (Fuente: INSEE [Consultar]) |       |       |       |       |       |       |       |       |       |       |       |       |       |       |       |       |       |       |       |     |     |     |     |     |     |     |     |     |       |       |       |       |

El censo del 2006 le atribuía 1157 habitantes (INSEE).